# Georg W. Pijet
Georg Waldemar Pijet (geboren am 14. Februar 1907 in Berlin; gestorben am 16. Juli 1988 ebenda) war ein deutscher Dramatiker, Journalist und Kinderbuchautor. Seine Pseudonyme waren Georg W. Manfred, Peter Pinkpank und Elmer Roth.

## Leben
Georg W. Pijet entstammte einer Arbeiterfamilie. Er besuchte die Humboldt-Schule und die Lessing-Hochschule zu Berlin und war als Bankangestellter tätig. 1924 wurde er arbeitslos und trat dem Kommunistischen Jugendverband Deutschlands bei. 1925 wurde er Mitglied der KPD.
Pijet war aktiv im Arbeiter-Theater-Bund Deutschlands und leitete von 1928 bis 1931 die Spielgruppe des „Proletarischen Radiobundes“. Er war Mitglied des Hauptvorstandes des Bundes proletarisch-revolutionärer Schriftsteller und dessen erster Schriftführer.
Bis 1937 war er Rundfunkredakteur. Er erhielt Veröffentlichungsverbot und wurde inhaftiert. Pijet war auch im Widerstand gegen den Nationalsozialismus tätig. Von 1944 bis 1945 war er bei der Wehrmacht eingezogen.
1945 wurde er Redakteur des „Amtsblattes des Bezirksamtes Berlin-Reinickendorf“. Pijet war 1946 Herausgeber der Zeitschrift „Berliner Kindermagazin“ im französisch lizenzierten Verlag „Freund der Jugend“, schrieb im selben Jahr auch für die in der sowjetischen Besatzungszone gegründete Tageszeitung „Neues Deutschland“. 1954 siedelte er in die DDR über. Georg W. Pijet war seit 1947 Mitglied im Deutschen Schriftstellerverband.
Sein Nachlass befindet sich in der Akademie der Künste.

## Werke
- Pucciana, oder Ein Totentanz in Venedig. Eine romantische Tragödie. Selbstverlag, Berlin 1924.
- Kreuzer unter Rot. Matrosentragödie in sechs Akten. Arbeiter-Theaterverlag A. Jahn, Leipzig 1927. (=Revolutions-Bühne 16)
- D-Zug C.K. 3. Revolutionsschauspiel in einem Aufzug. Rollenbuch. Arbeiter-Theaterverlag A. Jahn, Leipzig 1928. (=Revolutions-Bühne 19)
- Die Straße der Hosenmätze. Landfahrer Verlag, Berlin 1929. (=Landfahrer-Buch 1)[7]
- Die Zermalmten. Tragödie in fünf Aufzügen. Arbeiter-Theaterverlag A. Jahn, Leipzig 1929.
- Das Mandat. Eine deutsche Bürgerkomödie in 5 Aufzügen. Arbeiter-Theaterverlag A. Jahn, Leipzig 1929.
- Wiener Barrikaden, und andere Erzählungen. Jugendinternationale, Berlin 1930. (=Der rote Trommler 10)
- Barikadoj en Vieno kaj aliaj rakontoj. Ekrelo, Leipzig 1932.
- Weltanschaulich gebundene Funkkritik. In: Rufer und Hörer. 2 (1932/33), S. 463.
- Struppi! Eine lustige Geschichte von 4 Jungen und einem Hund. Herold Verlag, Stuttgart 1934. (22. Aufl. 1953)
- Jagd auf Gespenster. Lustige Abenteuer von geheimnisvollen Geistern, Meuterern, kleinen Faulpelzen und tapferen Jungen. 6. – 7. Tsd., Schneider, Leipzig, Wien 1935.
- Kamerad Prinz Dabby. Eine Abenteuergeschichte aus Alaska. Verlag Freund der Jugend, Berlin-Reinickendorf 1946.
- Schrei im Nebel. Ein Jungenabenteuer im Riesengebirge. Bardtenschlager, Reutlingen 1947.
- Stachelwanst. Geschichten von Igeln, Füchsen und anderen Tieren. Verlag Freund der Jugend, Berlin-Reinickendorf 1948. (=Freundschaft mit Tieren)
- Barbara und Monika. Ein Frauenroman. Oberbayerische Druckerei, Rosenheim/Obb. 1953. (=Die Truhe 62)
- Der Vogelscheuchenmann. Ein Stück für Kinder in 6 Bildern. Hofmeister, Leipzig 1956. (=Kinderbühne)
- Unter der Räuberstandarte. Textzeichnungen Siegfried Oelke. Agentur des Rauhen Hauses, Hamburg 1958. (=Schatzinsel 15)
- Ehrliche Finder G. m. b. H. Ein aufregendes, aber lustiges Jungenabenteuer. Pan, Wildbad 1959.
- Der Verdacht. Erzählung. Tribüne, Berlin 1963.
- Die Proviantkolonne und andere Erzählungen. Dietz Verlag, Berlin 1963. (=Rote Dietz-Reihe 38)
- Die Bombe unterm Bett. Anekdoten um Marx und Engels und deren Zeitgenossen. Mitteldeutscher Verlag, Halle (Saale) 1972.
- Prozess für gegen Lenin. Anekdoten und Episoden. Mitteldeutscher Verlag, Halle (Saale) 1974.
- Mietskaserne. In: Frühe Hörspiele. Henschelverlag, Berlin 1982, S. 199–220.[8]
- Duell mit der Vergangenheit. Anekdoten. Mitteldeutscher Verlag, Halle (Saale) 1982.
- Die Bretter meiner Welt. Geschichten eines Lebens. Mitteldeutscher Verlag, Halle (Saale) 1987.

## Hörspiele
- 1931: Treibjagd – einmalige Ausstrahlung Sender Breslau am 28. Mai 1931
- 1960: Liebesheiret – Regie: Fritz-Ernst Fechner (Hörspiel – Rundfunk der DDR)
- 1964: Mietskaserne – Regie: Fritz-Ernst Fechner (Hörspiel – Rundfunk der DDR)
- 1982: Treibjagd – Regie: Hans Bernd Müller (Hörspiel – SR/SFB)
- 1983: Treibjagd – Regie: Barbara Plensat (Hörspiel – Rundfunk der DDR)